# Juan Carlos Patino-Arango
Juan Carlos Patino-Arango (...) è un seminarista colombiano della Chiesa cattolica, accusato di molestie sessuali su minore e indecenza.
Durante i suoi studi in un seminario cattolico, viene accusato di molestie nei confronti di tre ragazzi, che allora archiviarono le denunce contro di lui sotto la pressione dell'Arcidiocesi di Galveston-Houston, dell'arcivescovo Joseph Fiorenza e del papa Benedetto XVI, al tempo cardinale Ratzinger, accusati poi di dissimulare il crimine e di ostruzionismo alla giustizia.
Nel maggio del 2005 nel Texas, è stato incriminato di indecenza nei confronti di un bambino.
Le accuse mosse nei confronti del cardinale Ratzinger furono archiviate al momento della sua elezione a Papa, grazie all'immunità di cui gode un capo di Stato secondo la legge americana e secondo quanto confermato dalla Corte di Giustizia competente.